# Giovanni Cianfanini

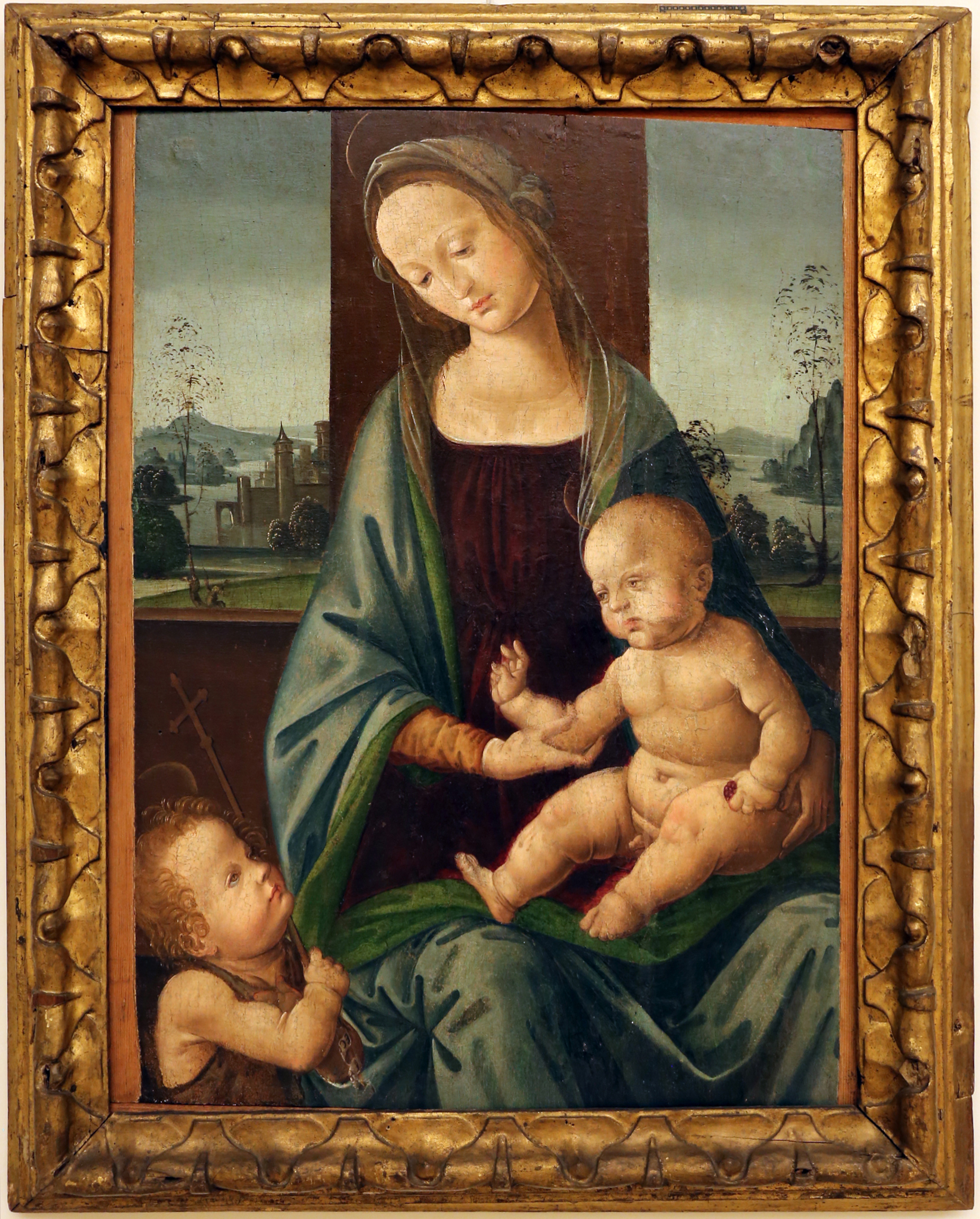
Maestro della Conversazione di Santo Spirito, forse Giovanni Cianfanini, Madonna col Bambino e san Giovannino, 1500-20 ca, Galleria estense (Modena)

Giovanni Cianfanini (1462 – 1542) è stato un pittore italiano del Rinascimento, attivo a Firenze, forse da identificare col Maestro della Conversazione di Santo Spirito.

## Biografia
Si conoscono poche informazioni biografiche, tranne che era figlio di Benedetto Cianfanini, anch'egli pittore. Sembra che Giovanni avesse avuto un breve apprendistato con Sandro Botticelli, e poi passato alla bottega di Lorenzo di Credi a Firenze. Dipinse principalmente soggetti sacri e ritratti.